# Rękoliść
Rękoliść (Brachyphylla) – rodzaj ssaków z podrodziny jęzorników (Glossophaginae) w obrębie rodziny liścionosowatych (Phyllostomidae).

## Rozmieszczenie geograficzne
Rodzaj obejmuje gatunki występujące na Antylach.

## Morfologia
Długość ciała 76–94 mm, długość ucha 14–24 mm, długość tylnej stopy 13–23 mm, długość przedramienia 54–68 mm; masa ciała 27–53 g.

## Systematyka
Rodzaj zdefiniował w 1834 roku angielski zoolog John Edward Gray w artykule zatytułowanym Charakterystyka nowego rodzaju nietoperzy (Brachyphylla), pozyskane przez Towarzystwo z kolekcji zmarłego ks. Lansdowna Gundama, opublikowanym w czasopiśmie „Proceedings of the Zoological Society of London”. Gatunkiem typowym jest (oznaczenie monotypowe) rękoliść jaskiniowy (B. cavernarum).

### Etymologia
Brachyphylla: gr. βραχυς brakhus ‘krótki’; φυλλον phullon ‘liść’; rękoliść jaskiniowy posiada krótki, szeroki nos w kształcie liścia.

### Podział systematyczny
Do rodzaju należą następujące gatunki:
| Grafika | Gatunek                 | Autor i rok opisu | Nazwa zwyczajowa    | Podgatunki         | Rozmieszczenie geograficzne | Podstawowe wymiary                                       | Status IUCN |
| ------- | ----------------------- | ----------------- | ------------------- | ------------------ | --- | -------------------------------------------------------- | ----------- |
|         | Brachyphylla cavernarum | J.E. Gray, 1834   | rękoliść jaskiniowy | 3 podgatunki       | Portoryko, Małe Antyle od Brytyjskich Wysp Dziewiczych (wyspa Norman) i Wysp Dziewiczych Stanów Zjednoczonych na południe do Saint Vincent i Grenadyn (Saint Vincent) i Barbadosu | DC: 8,5–9,4 cm DO: bezogonowy DP: 6,1–6,8 cm MC: 36–53 g | LC          |
|         | Brachyphylla nana       | G.S. Miller, 1902 | rękoliść kubański   | gatunek monotypowy | Kuba (wraz z wyspą Isla de la Juventud), Kajmany (Wielki Kajman), Turks i Caicos (Middle Caicos), Haiti (wraz z wyspą Gonâve) oraz Dominikana                                     | DC: 7,6–9 cm DO: bezogonowy DP: 5,4–6,4 cm MC: 27–41 g   | LC          |

Kategorie IUCN:  LC  – gatunek najmniejszej troski.